# Fabián González (ginnasta)
Fabián González Vidal (Palma di Maiorca, 8 maggio 1992) è un ginnasta spagnolo. In carriera ha vinto un oro, due argenti e tre bronzi ai Giochi del Mediterraneo. Ha rappresentata la Spagna ai Giochi olimpici estivi di Londra 2012.

## Palmarès
- Giochi del Mediterraneo

Pescara 2009: bronzo nel concorso a squadre; bronzo nel corpo libero;
Mersin 2013: oro nel concorso a squadre; argento nel concorso generale individuale; argento nel corpo libero; bronzo nel cavallo con maniglie;